# ماتیا بینوتو
ماتیا بینوتو (به انگلیسی: Mattia Binotto) (زاده: ۳ نوامبر ۱۹۶۹ در لوزان) مهندس و مدیر ایتالیایی تیم اسکودریا فراری در فرمول یک است. او در تاریخ در ۷ ژانویه ۲۰۱۹ پس از مائوریتزیو آریوابنه به این سمت منصوب شد. بینوتو در سال ۱۹۹۴ لیسانس مهندسی مکانیک را از مؤسسه پلی‌تکنیک فدرال لوزان و سپس فوق لیسانس مهندسی وسایل نقلیه موتوری را از دانشگاه مودنا رجیو امیلیا گرفت. او در سال ۱۹۹۵ به گروه موتور اسکودریا فراری پیوست و در اوایل دهه ۲۰۰۰ موفق به عضویت این تیم شد. در سال ۲۰۱۳ رئیس بخش موتور و در ژوئیه سال ۲۰۱۶ جایگزین جیمز آلیسون، مدیر ارشد فناوری فراری شد.